# Swissregiobank
Die Swissregiobank AG mit Sitz in Wil war eine im Fürstenland, im Toggenburg und am oberen Zürichsee verankerte Schweizer Regionalbank. Sie ging 2002 aus dem Zusammenschluss der 1876 gegründeten Ersparnisanstalt Bütschwil und der 1881 gegründeten Ersparniskasse Gossau hervor. Per 26. September 2011 fusionierte die swissregiobank mit der Bank CA St. Gallen zur acrevis Bank. Die Marke swissregiobank gibt es nicht mehr.
Die Swissregiobank verfügte insgesamt über acht Standorte. Ihr Tätigkeitsgebiet lag traditionell im Retail Banking, im Hypothekargeschäft, im Private Banking und im Bankgeschäft mit kleinen und mittleren Unternehmen. Die Swissregiobank beschäftigte 71 Mitarbeiter und hatte per Ende 2008 eine Bilanzsumme von 1,446 Milliarden Schweizer Franken.
Die Swissregiobank war bis zu ihrem Austritt Ende 2009 als selbständige Regionalbank der RBA-Holding angeschlossen.
Am 23. September fusionierte die Swissregiobank mit der Bank CA St. Gallen zur Acrevis Bank AG.